# Tarta Tropézienne

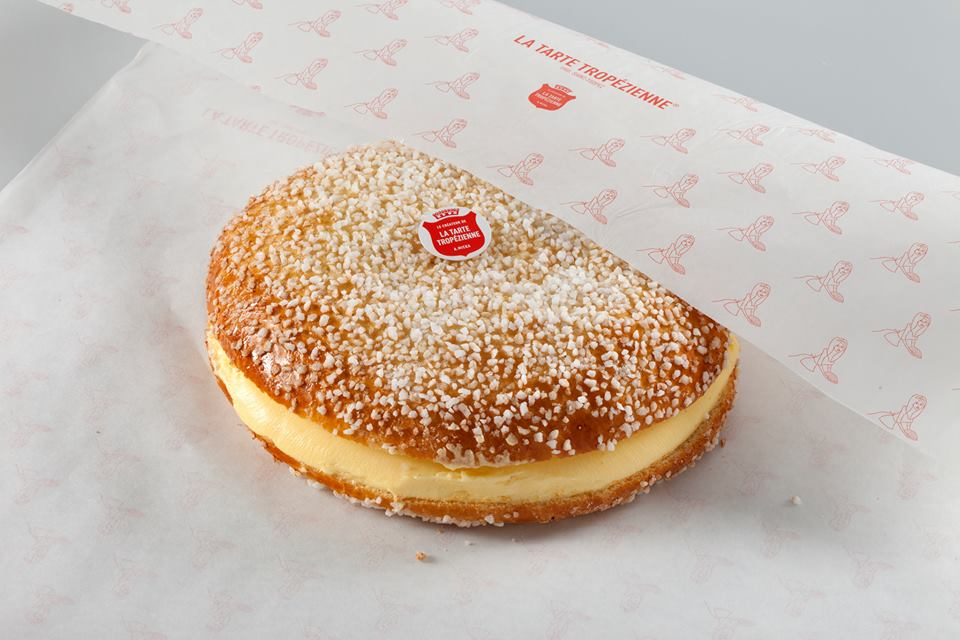
Tarta Tropézienne

Tarta Tropézienne (fr. tarte tropézienne) – rodzaj francuskiej tarty, wywodzącej się i wypiekanej w Saint-Tropez, rozpowszechnionej począwszy od lat 50. XX wieku, której podstawę stanowi ciasto typu brioche oraz mieszanina kremu budyniowego i maślanego.

## Historia i opis
Historia deseru związana jest z przyjazdem do Saint-Tropez w 1945 Alexandre’a Micki, kucharza o polskich korzeniach, który otworzył przy Place de la Mairie własną piekarnię. Wśród wypiekanych produktów znalazła się także tarta, przyrządzana według rodzinnego przepisu jego polskiej babki. Produkt uzyskał szeroką sławę dopiero po 1955, kiedy w miasteczku kręcono film pt. I Bóg stworzył kobietę z Brigitte Bardot w roli głównej, w reżyserii Rogera Vadima. Alexandre Micka dostarczał wówczas posiłki dla ekipy filmowej, a wśród nich znalazła się również tarta, która wzbudziła szczególne uznanie. Sama Bardot, urzeczona jej smakiem, miała zaproponować nazwę „Tarta z Saint-Tropez” (la tarte de Saint-Tropez), co później podchwycił Micka. Film i jego twórcy, oprócz wypromowania deseru, zapoczątkowali także przemianę Saint-Tropez z typowego miasteczka rybackiego w kurort turystyczny.
W 1973 Micka zarejestrował tartę jak znak towarowy pod nazwą tarte tropézienne. W latach 70. XX w. rozpoczęto jej produkcję na szerszą skalę, również jako produkt mrożony. W 1985 współpracę z Micką rozpoczął Albert Dufrêne, który po jego śmierci przejął przedsiębiorstwo. Główna piekarnia zlokalizowana została w Cogolin, w pobliżu Saint-Tropez.
Podstawą Tarty Tropézienne jest ciasto drożdżowe typu brioche, posypane ziarnami cukru i wypełnione nadzieniem, będącym mieszaniną dwóch kremów, budyniowego i maślanego. Oryginalny przepis pozostaje tajemnicą handlową.